# Dan Trantina
Dan Trantina (* 1965) je český malíř a sochař.

## Život
Narozený v roce 1965 v Přerově na Moravě. Studoval na Střední polygrafické škole v Brně a následně pokračoval na Akademii výtvarných umění v Praze, kde v roce 1992 absolvoval v ateliéru monumentální malby pod vedením profesora Jiřího Načeradského.
Jeho tvorba je charakteristická kombinací abstrakce a expresivního symbolismu. Věnuje se malbě, sochařství a instalacím, přičemž ve svých dílech často ironizuje témata, která zpracovává. Trantina používá živé barvy a dynamické tvary, které vytvářejí silné emotivní a vizuální zážitky. Díla jsou výrazná svou symbolikou a často využívají humor i kritiku společenských témat.
Jeho práce byla vystavována na mnoha prestižních výstavách a galeriích nejen v České republice, ale i v zahraničí, například v Moravské galerii v Brně, Centru současného umění Dox v Praze nebo v Muzeu Kampa. Na mezinárodní scéně se etabloval v letech 2006–2007, kdy působil v Los Angeles a stal se členem umělecké skupiny Box Eight. Jeho díla byla zakoupena i hollywoodskými osobnostmi.
Po návratu do Evropy pokračoval ve své umělecké kariéře a realizoval projekty v Praze i Mnichově, kde spolupracoval s německými uměleckými kolektivy, jako jsou Domagkstrasse Studios v Mnichově a Gehe Acht v Drážďanech. V roce 2015 spoluzaložil sdružení Gesamte Entartete Kunstwerke (GEKW ), které realizovalo řadu projektů, včetně monumentální sochy „Tragedy as a Farce“ před Evropským parlamentem v Bruselu a v Muzeu Kampa v Praze.

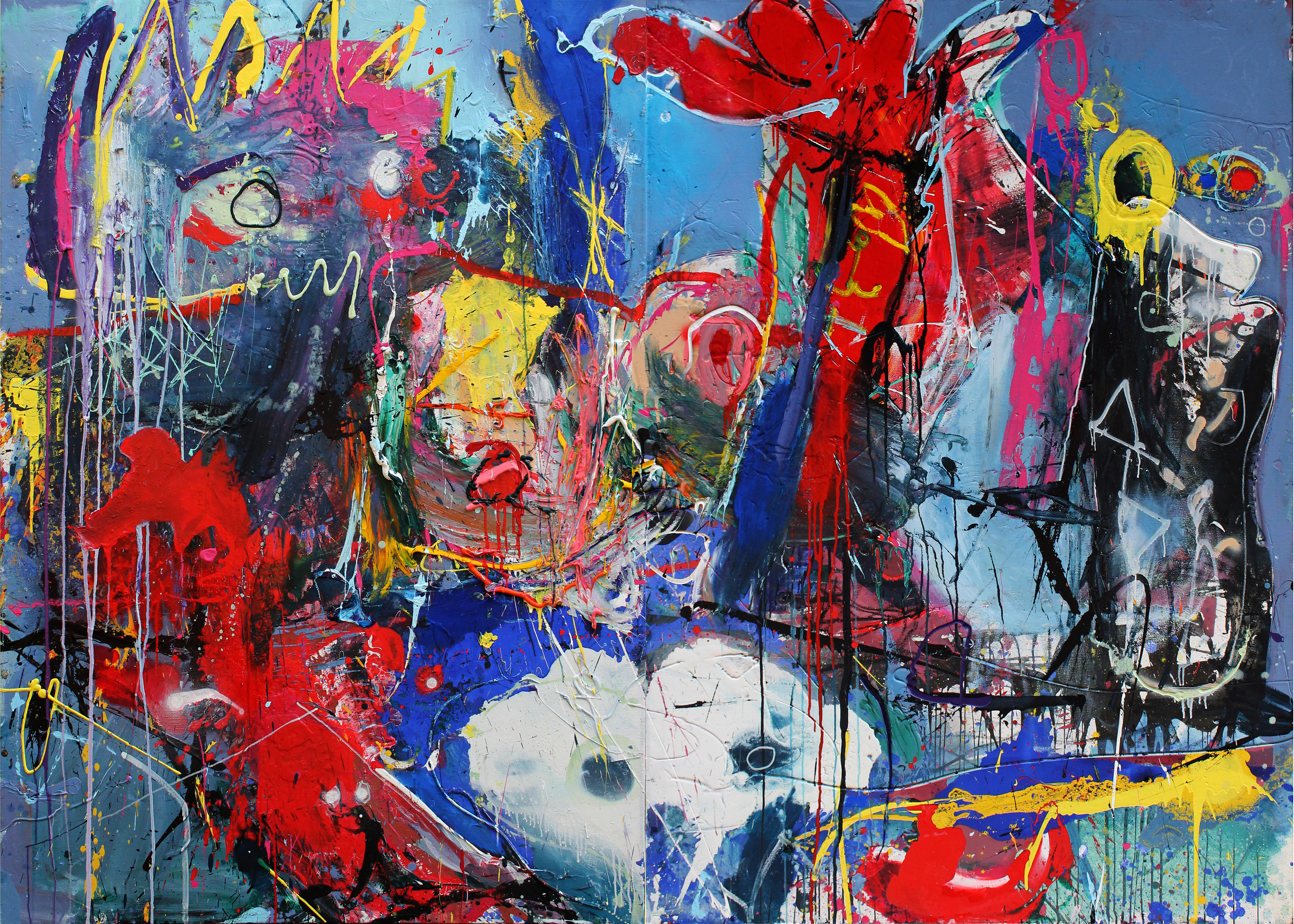
Matka Bohů - kombinovaná technika na plátně, 200 x 320 cm, 2021

Trantina dnes žije a pracuje v Praze a jeho díla jsou součástí sbírek jak v České republice, tak v zahraničí.